# زياد باسل
زياد باسل سلطان عبد الكريم هايل (ولد في 14 أغسطس 1999 في المحرق، البحرين) لاعب كرة قدم بحريني يجيد اللعب في مركز المهاجم. غير مرتبط بنادي حاليا.